# Macromitrium punctatum
Macromitrium punctatum là một loài Rêu trong họ Orthotrichaceae. Loài này được (Hook. & Grev.) Brid. mô tả khoa học đầu tiên năm 1826.